# Hüseyin Demiral
Hüseyin Demiral (Bursa, 9 giugno 1978) è un ex cestista turco.

## Palmarès
- Campionato turco: 2

Tofaş Bursa: 1998-99, 1999-2000
- Coppa di Turchia: 2

Tofaş: 1999, 1999-2000